# 343 aC
El 343 aC va ser un any del calendari romà prejulià. En temps de la República i de l'Imperi Romà, era conegut com a any del consolat de Corvus i Arvina (o, més rarament, any 411 ab urbe condita o de la Fundació de Roma). L'ús del nom «343 aC» per referir-se a aquest any es remunta a l'alta edat mitjana, quan el sistema Anno Domini va ser el mètode de numeració dels anys més comú a Europa.

## Esdeveniments

### Antic Egipte
- Artaxerxes III de Pèrsia i el visir Bagoes dirigeixen les tropes que invadeixen Egipte amb un poderós exèrcit de 300.000 soldats. El faraó Nectabeu II fuig a Memfis primer, després a Núbia, on s'hi va quedar un temps. Egipte va ser altre cop sotmès per un sàtrapa de l'Imperi Persa.[2]

### Antiga Grècia
- Aristòtil, cridat per Filip II de Macedònia, es converteix en el tutor d'Alexandre el Gran i viu dos anys a l'illa de Lesbos.[3]
- L'orador Filòcrates és acusat d'alta traïció per Hipèrides, també orador, que el fa responsable d'haver afavorit Macedònia en detriment d'Atenes. Filòcrates marxa voluntàriament a l'exili.[4]

### Sicília
- Dionisi el Jove, tirà de Siracusa, quan arriba Timoleont a l'illa a combatre contra Hicetes i els seus aliats cartaginesos, opta per rendir-se a Timoleont a canvi de poder sortir lliurement cap a Corint. Timoleont compleix la seva paraula i Dionisi s'exilia a Corint, on va viure la resta de la seva vida (probablement al tomb d'un any) com a ciutadà privat.[5]

### Antiga Roma
- Inici de la primera guerra samnita, un conflicte armat entre Roma i els pobles samnites.[6]
- Marc Valeri Corvus i Aulus Corneli Cos Arvina són elegits cònsols.
- Arvina és el primer general que entra al Samni, on cau en una emboscada quan seguia un camí entre les muntanyes. Salva amb prou feines l'exèrcit sobretot gràcies a l'heroisme del tribú militar Publi Deci Mus.[7]
- Corvus era un general amb experiència. Derrota els samnites al Mons Gaurus, proper a Cumes. Arvina es troba en perill a Caudium però el valor de Publi Deci Mus salva l'exèrcit. Els dos cònsols reuneixen els exèrcits i derroten altre cop als samnites a Suèssula on arrepleguen quaranta mil escuts del camp de batalla i més de 170 estendards. En tornar a Roma obtenen els honors del triomf.[8]
- Publi Deci Mus, tribú militar, quan l'exèrcit romà queda rodejat pels enemics, amb 600 homes, conquereix una posició estratègica a un lloc alt, on es manté ferm contra els atacs samnites. A la nit es reuneix amb el cònsol i el convenç d'atacar per sorpresa el campament samnita. Els romans obtenen una brillant victòria. Rep en recompensa una corona d'or, un centenar de bous i un magnífic toro blanc amb les banyes daurades.[9]
- Els pelignes, un poble que vivia als Apenins, són atacats pels llatins sense que se'n coneguin les causes.[10]